# Axel Bergholm
För litteraturhistorikern och biblioteksmannen, se Axel Herman Bergholm.
Karl Axel Bergholm, född den 6 november 1841, död den 18 april 1924, var en finländsk skolman och genealog.
Bergholm blev filosofie magister 1864, kollega i latin i Borgå 1866 samt lektor i historia med mera 1879. Han var rektor för Borgå lyceum 1896-1910. Bergholm utgav på Finska fornminnesföreningens initiativ en släktbok över Finlands ofrälse släkter (1892-1901), samt en, liksom den förra finskspråkig, biografi över den finska senatens medlemmar och tjänstemän (1912).